# Helvina
La helvina és un mineral de la classe dels silicats, que pertany i dona nom al grup de l'helvina. Rep el nom del llatí helvus, groc, pel seu color característic. El nom reconegut oficialment per l'IMA és helvina (en anglès helvine), no helvita, tot i que el sinònim "helvita" pot ser més comú en la literatura.

## Característiques
La helvina és un silicat de fórmula química Be₃Mn2+₄(SiO₄)₃S. Cristal·litza en el sistema isomètric. La seva duresa a l'escala de Mohs es troba entre 6 i 6,5.
Segons la classificació de Nickel-Strunz, l'helvina pertany a «09.FB - Tectosilicats sense H₂O zeolítica amb anions addicionals» juntament amb els següents minerals: afghanita, bystrita, cancrinita, cancrisilita, davyna, franzinita, giuseppettita, hidroxicancrinita, liottita, microsommita, pitiglianoïta, quadridavyna, sacrofanita, tounkita, vishnevita, marinellita, farneseïta, alloriïta, fantappieïta, cianoxalita, balliranoïta, carbobystrita, depmeierita, kircherita, bicchulita, danalita, genthelvita, haüyna, kamaishilita, lazurita, noseana, sodalita, tsaregorodtsevita, tugtupita, marialita, meionita i silvialita.

## Formació i jaciments
Va ser descrita a partir de mostres de les mines Brüder Lorenz i Friedefürst, totes dues localitzades a Breitenbrunn (Saxònia, Alemanya). Tot i tractar-se d'una espècie no gaire habitual ha estat descrita en tots els continents del planeta a excepció de l'Antàrtida. Als territoris de parla catalana ha estat descrita a les mines de Costabona, situades a la localitat de Prats de Molló-la Presta, al departament francès dels Pirineus Orientals.